# Сергеевка (Нижегородская область)
Сергеевка — село в Большеболдинском районе Нижегородской области России. Входит в состав Пермеевского сельсовета.

## История
История села начинается с 1834 года
Согласно легенде, князь из рода Кочубеев выиграл часть крепостных крестьян села Будущее Полтавской губернии в карты, часть выменял на собак, после чего поселил их на месте будущего села Сергеевка. Выселенцы из села Будущего стали называться будаками. Целью заселения было увеличение своих владений за счёт занятия свободных земель.
На месте современной Сергеевки был сплошной лес. Для строительства домов сделали сплошную вырубку леса, который пошёл на строительство жилья, а расчищенные земли занимали под посевы. Крестьяне, жившие на землях, назывались барскими. Управляющим села Сергеевки был немец Егор Иванович Праль, который жил в селе Новая Слобода. Он любил наказывать крестьян за малейшую провинность, порой мог запороть до полусмерти. После него управлял имением В. А. Курдюмов, который также жил в селе Новая слобода, где и умер и был похоронен на сельском кладбище.
Назвали село Сергеевкой, по одной версии в честь святого Сергия Радонежского, а по другой — первым переселенцем был крестьянин по имени Сергей.
В 1908 году был создан план церкви. В1911 году открыли церковно-приходскую школу. Зимой мастеровые мужики ходили по деревням, продавая лапти, предлагая свои услуги кто печки ложил, кто баню или дом рубил. Домашними делами занимались женщины. Излишки продукции возили продавать на базар в сёла Болдино, Починки и Маресьево, а также в город Лукоянов.
Основу современного села составляет село Сергеевка (половина земель перешли совхозу в период коллективизации от деревень Александровка, Раздолье и Ленинец)
1920 год — в Сергеевке создаётся комитет бедноты.
1925 год — в Новой Слободе организуется сельский совет, в который вошла и Сергеевка.
1930 год — в Сергеевке организуется колхоз «Коллективный труд». Первым председателем колхоза был Иван Егорович Пискижов. Колхозу выдали 150 га земли.
1936 год — на колхозные поля пришёл первый прицепной комбайн «Коммунар».
1937 год — в колхозном клубе установлен батарейный радиоприёмник, сельчане впервые услышали голос «Москвы»
В 1967 году — Сергеевский и Чиресский колхозы преобразуются в совхоз «Большевик»
В 1992 году — совхоз преобразован в п/х «Сергеевское» при Первомайском подотделе ГДЖ
В 2000 году П/Х «Сергеевское» преобразован в МУСП «Сергеевское»
9 июля 2007 году была образована компания АО АГРОФИРМА «СЕРГЕЕВСКОЕ».

#### Церковь Успения Пресвятой Богородицы
Сельская церковь Покрова Божией Матери была построена, по мнению местных краеведов, в честь Успения Пресвятой Богородицы в 1911 году.
Описание церкви из архива Лысковской епархии:
с. Сергеевка Лукоянов. уезд. Рождества Пресвятой Богородицы церковь с. Сергеевка построена в 1912 г. тщанием прихожан. Здание деревянное, на каменном фундаменте, с таковою же колокольней, крепкое, крыто железом.

Чертёж церкви

Храм имеет трехчастное осевое планировочное построение с развитыми боковыми притворами моленного зала. Основной объем был перекрыт восьмискатной кровлей, из которой поднимался шатер, завершенный крупной главой на световом барабане. На коньках кровли были установлены четыре декоративные главки. Колокольня имела четырехъярусное решение, завершенное луковичной главой. Декор был выполнен под влиянием классицистических традиций с полуциркульным окном над входом, наличниками окон с фронтонами, декоративными пилястрами.
Настоятелем Сергеевской церкви был иерей Чиресской церкви Пётр Иванович Виноградов, в приходе которой, до строительства своей церкви, была Сергеевка.
В советский период в здании церкви находился колхозный склад, затем клуб.
В 2019 году началось восстановление церкви. 8 апреля 2021 года на церковь был установлен купол. В 2022 году в церкви начались первые богослужения.

#### Совхоз
1944-1961 гг. — колхоз «Коллективный труд» с. Сергеевка Чирессого сельсовета.
Колхоз образовался в период массовой коллективизации (в 1930 г.). В 1961 г. к нему присоединился колхоз «Борец за культуру» с. Чиресь.
10.1962- 1990 гг. — совхоз «Большевик».
Решением исполкома Большеболдинского Совета депутатов трудящихся от 28.09.1967 г. он был разделен на 2 совхоза — совхоз «Большевик» с центральной усадьбой в с. Сергеевка и совхоз «Большеполянский» с центральной усадьбой в с. Б-Поляны. Из совхоза выделены селения Б-Поляны, Дубровка, пос. Большевик, Норовчик, Березняки, которые отошли к совхозу «Большеполянский».
Совхоз «Большевик» остался при селениях Чиресь, Сергеевка, Прогресс, Александровка, Ленинец, Раздолье. Директор совхоза в 1970 г.-Н. М. Серов, с апреля 1970 г. Михаил Николаевич Серов.
В 1990 г. произошло деление совхоза «Большевик» на 2 хозяйства :
П/Х «Сергеевское» с. Сергеевка и колхоз «Чиресский» с. Чиресь (приказ от 23.05.1990 г. № 24 по совхозу «Большевик»).
Приказом начальника Муромского отделения Горьковской железной дороги от 07.08.2000 г. № 50/3 ПСХ «Сергеевское» исключено из состава Горьковской железной дороги и передано в муниципальную собственность.
25.08.2000 — МУСП «Сергеевское» администрации Большеболдинского района.
Решением Арбитражного суда Нижегородской области от 17.07.2007 г. Муниципальное унитарное сельскохозяйственное предприятие «Сергеевское» признано банкротом.

#### Сельский совет
Чиресский сельский совет вышел в 1925 году из Ново-Слободской волости Лукояновского уезда. В него вошли следующие населенные пункты: с. Чиресь — центр сельского оовета, с. Сергеевка, пос. Прогресс, Погибеловка.
В июне 1954 года с/совет ликвидировался и сёла Чиресь, п. Прогресс, Сергеевка отошли к Илларионовскому сельскому совету.
Пермеевский сельский совет создан из селений Ново-Слободского и Илларионовского сельских советов с 10.03.1958 года. В него вошли населенные пункты: с. Пермеево — центр сельского совета, с. Малое Болдино, д. Логиновка, с. Чиресь, с. Сергеевка, д. Александровка, пос. Прогресс, д. Погибеловка (переименована в д. Садовая с 06.09.1965 г.)
С 13.01.1969 село Сергеевка, с. Чиресь, пос. Прогресс, д. Александровка отошли во вновь созданный Сергеевский сельский совет.
Сергеевский сельский совет создан решением облисполкома от 13.01.1969 г. Из Пермеевского сельского совета были выделены следующие населенные пункты: село Сергеевка, пос. Прогресс, с. Чиресь, д. Александровка. Центр сельского совета — село Сергеевка.
На I января 2003 года в сельском совете числятся село Сергеевка и с. Чиресь. Поселок Прогресс и деревня Александровка ликвидированы решением облисполкома от 15.03.1974 г. № 94.
На территории Сергеевской сельской администрации расположены муниципальное унитарное сельскохозяйственное предприятие «Сергеевское», ТОО «Чиресь», фельдшерско-акушерский пункт в с. Чиресь и с. Сергеевка, Сергеевская средняя школа.
После референдума 08 августа 2009 г., проведенного на территории Большеболдинского района, Сергеевский сельсовет вошел в состав Пермеевского сельсовета.

#### Действующие организации
В селе работает 11-классная школа, детский сад, АО Агрофирма «Сергеевское», занимающаяся выращиванием зерновых, зернобобовых культур и семян масличных культур, в 2021 годы был заложен сад чёрной смородины на площади 30 га. В селе работают 3 магазина, из них 1 принадлежит РАЙПО. Администрация сельсовета находится в соседнем селе Пермеево.

## География
Село находится в юго-восточной части Нижегородской области, в зоне хвойно-широколиственных лесов, при автодороге 22Н-0527, на расстоянии приблизительно 6 километров (по прямой) к западу от села Большое Болдино, административного центра района. Абсолютная высота — 181 метр над уровнем моря.
Климат
Климат характеризуется как умеренно континентальный, с тёплым летом и умеренно холодной многоснежной зимой. Среднегодовая температура — 3,9 °C. Средняя температура воздуха самого тёплого месяца (июля) — 19,2 °C (абсолютный максимум — 39 °C); самого холодного (января) — −12,3 °C (абсолютный минимум — −44 °C). Среднегодовое количество атмосферных осадков составляет около 516 мм, из которых 361 мм выпадает в период с апреля по октябрь. Снежный покров устанавливается, как правило, в конце октября — ноябре и держится в среднем 144 дня.
Часовой пояс
Село Сергеевка, как и вся Нижегородская область, находится в часовой зоне МСК (московское время). Смещение применяемого времени относительно UTC составляет +3:00.

## Население
| 1859 | 1925 | 1999 | 2002 | 2010 |
| ---- | ---- | ---- | ---- | ---- |
| 331  | 693  | 623  | 591  | 576  |